# Charles Towne
Charles Towne (* 1763 in Wigan, Greater Manchester, England, Vereinigtes Königreich; † 6. Januar 1840 in London, England, Vereinigtes Königreich) war ein britischer Maler, der sich auf die Darstellung von Tieren, besonders Pferden, und Landschaften spezialisiert hatte.

## Leben
Charles Town wurde im Jahre 1763 als Sohn des Liverpooler Porträtmalers Richard Town und dessen Frau Mary in Wigan, Greater Manchester, England, Vereinigtes Königreich geboren, weshalb er schon in jungen Jahren mit der Malerei in Berührung kam. Sein künstlerisches Talent zeigte sich auch entsprechend früh und wurde durch Unterricht beim Landschaftsmaler John Rathbone aus Leeds, West Yorkshire gefördert. Zunächst arbeitete Town als Maler von Verzierungen auf Kutschen mit seinem Bruder in Liverpool. Später war er in Lancester und Manchester tätig.
1785 heiratete er die verwitwete Margaret Harrison.
1787 stellte Town in Liverpool erstmals eines seiner Landschaftsgemälde aus. Von da an ging es mit seiner Karriere steil bergauf und schon in den 1790ern galt er als etablierte Größe unter den Malern von Tieren seiner Zeit. Sein Stil wurde hierbei mit dem des renommierten Tiermalers George Stubbs verglichen. Von 1799 bis 1804 wohnte Town in London und stellte zu dieser Zeit sogar bei der Royal Academy of Arts aus. Zu dieser Zeit hängte Town seinem Nachnamen auch das „e“ an und änderte seinem Namen somit von „Town“ in „Towne“. Außerdem freundete Towne sich mit zwei seiner Künstlerkollegen an: George Morland und Philip James de Loutherbourg.
Zwischen 1799 und 1823 stellte Towne zwölf seiner Werke bei der Royal Academy of Arts und vier bei der British Institution aus. 1810 kehrte er nach Liverpool zurück, wo er zu einem der Gründungsmitglieder der Liverpool Academy of Arts wurde. Von 1812 bis 1813 war Towne sogar Vizepräsident der Liverpool Academy of Arts. Er stellte hier auch über viele Jahre verteilt immer mal wieder seine Werke aus. Er blieb bis 1837 in Liverpool, ehe es ihn wieder nach London zurückzog. Hier starb er im Alter von 77 Jahren am 6. Januar 1840.

## Werk

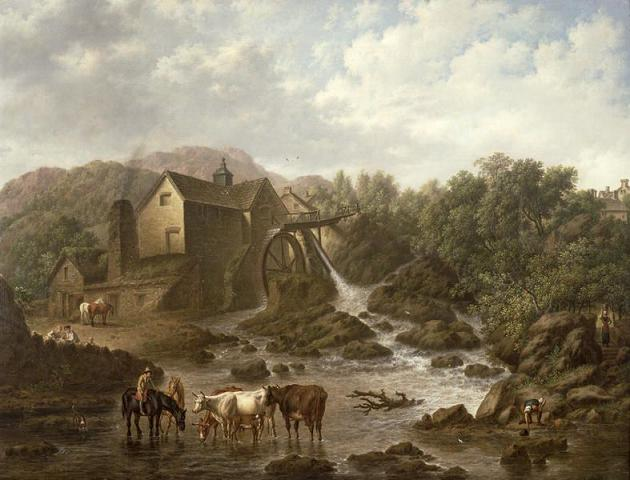

Towne malte Landschaften und Tiere – primär Haus- und Hoftiere wie Pferde, Rinder und Hunde, aber auch Wildtiere. So malte Towne 1820 etwa das Gemälde Löwe und Löwin (Lion and Lioness), was – wie der Titel nahelegt – ein Löwenpärchen zeigt, die Löwin liegend und das Männchen stehend, und 1800 das ebenfalls recht selbsterklärende Gemälde Tiger (Tigers). Verderben in einem Park (Mischief in a Park) von 1812 wiederum zeigt eine Jagdszene mit Hirsch und Jagdhunden, es ist also ein Bild, das sowohl Wild- als auch Haustiere zeigt, obgleich die Wildtiere weniger exotisch sind als bei Löwe und Löwin oder Tiger. Townes bevorzugte Motive waren aber ganz klar Pferde, Rinder und Hunde, bei deren Darstellung Towne einen klaren Fokus auf die Wiedergabe der Muskulatur, die sich auf vielen seiner Bilder stark unter dem Fell abzeichnet, legte. Beispiele hierfür sind etwa Parsons Jack Russell Terrier (Parson's Jack Russell Terrier) von 1828 oder Drei Pferde in einer stürmischen Landschaft (Three Horses in a Stormy Landscape) von 1836. Aber auch Menschen – vor allem Reiter, Jäger und Farmer – sind gelegentlich Gegenstand von Townes Bildern. Nicht selten sind Mensch und Tier Teil einer Landschaftsszenerie wie zum Beispiel bei Landschaft mit Vieh und Schafen und einem Reiter im Gespräch mit einem Viehhirten (Landscape with Cattle and Sheep and a Rider in Conversation with a Herdsman) von 1812. Aber auch Landschaften nahezu frei von Mensch und Tier – so etwa Landschaft mit Bäumen (Landscape with Trees) von 1830 – und im Umkehrschluss städtische Szenerien, in denen Mensch und Tier klar dominieren wie zum Beispiel bei Norwich Viehmesse, Norfolk (Norwich Cattle Fair, Norfolk) von 1826, gehören, wenn auch eher selten, zu Townes Sujets.
Townes Gemälde haben meist ein eher kleines Format, doch gelegentlich malte er auch große Bilder, vornehmlich wenn Landschaften mit Vieh das Sujet waren. Der überwiegende Teil von Townes Bildern waren Ölgemälde, aber Towne war auch geübt im Umgang mit Wasserfarben und wäre 1809 beinahe Mitglied der Royal Watercolour Society geworden.

## Rezeption
Townes Zeitgenosse Joseph Farrington lobte dessen Arbeit, obgleich er anmerkte, Towne sei ein Mann von „derbem, entwürdigendem Benehmen und Sprache“ („coarse, debased manners and conversation“).
Der Künstler Walter Shaw Sparrow sagte über Townes Bilder: „Seine Landschaften sind minutiös detailliert und haben einen niederländischen Manierismus; Tiere und Menschen werden mit gewissenhafter und zärtlicher Sorgfalt hineingesetzt.“ („His landscapes are minutely detailed and have a Dutch mannerism; animals and figures are put in with diligent and affectionate care.“)
Das Dictionary of National Biography führt hingegen aus, Townes Arbeiten „[mangele] es an Geist und Originalität“ („wanting in spirit and originality“), „obwohl sie sorgfältig gezeichnet [wären]“ („though carefully drawn“).